# Hitrostno drsanje na kratke proge na Zimskih olimpijskih igrah 2006
Olimpijska tekmovanja v hitrostnem drsanju na kratke proge na Zimskih olimpijskih igrah 2006 so potekala v Torinu v dvorani Palavela.

## Medalje
| Mesto | Država                     | Zlato | Srebro | Bron | Skupaj |
| ----- | -------------------------- | ----- | ------ | ---- | ------ |
| 1     | Južna Koreja               | 6     | 3      | 1    | 10     |
| 2     | Ljudska republika Kitajska | 1     | 1      | 3    | 5      |
| 3     | ZDA                        | 1     | 0      | 2    | 3      |
| 4     | Kanada                     | 0     | 3      | 1    | 4      |
| 5     | Bolgarija                  | 0     | 1      | 0    | 1      |
| 6     | Italija                    | 0     | 0      | 1    | 1      |

## Moški

### 500 m
| Medalja | Tekmovalec                    | Čas    |
| Zlato   | Apolo Anton Ohno (ZDA)        | 41.935 |
| Srebro  | François-Louis Tremblay (KAN) | 42.002 |
| Bron    | Ahn Hyun Soo (KOR)            | 42.089 |

### 1000 m
| Medalja | Tekmovalec             | Čas           |
| Zlato   | Ahn Hyun Soo (KOR)     | 1:26.739 (OR) |
| Srebro  | Lee Ho-Suk (KOR)       | 1:26.764      |
| Bron    | Apolo Anton Ohno (ZDA) | 1:26.927      |

### 1500 m
| Medalja | Tekmovalec         | Čas      |
| Zlato   | Ahn Hyun Soo (KOR) | 2:25.341 |
| Srebro  | Lee Ho-Suk (KOR)   | 2:25.600 |
| Bron    | Li JiaJun (KIT)    | 2:26.005 |

### 5000 m štafeta
| Medalja | Tekmovalci                                                                                           | Čas           |
| Zlato   | Južna Koreja (Lee Ho-Suk, Ahn Hyun Soo, Seo Ho-Jin, Song Suk-Woo, Oh Se-Jong)                        | 6:43.376 (OR) |
| Srebro  | Kanada (François-Louis Tremblay, Eric Bédard, Charles Hamelin, Mathieu Turcotte, Jonathan Guilmette) | 6:43.707      |
| Bron    | ZDA (Apolo Anton Ohno, Rusty Smith, Alex Izykowski, J.P. Kepka)                                      | 6:47.990      |

## Ženske

### 500 m
| Medalja | Tekmovalka                  | Čas    |
| Zlato   | Wang Meng (KIT)             | 44.345 |
| Srebro  | Evgenia Radanova (BOL)      | 44.374 |
| Bron    | Anouk Leblanc-Boucher (CAN) | 44.759 |

### 1000 m
| Medalja | Tekmovalka          | Čas      |
| Zlato   | Jin Sun-yu (KOR)    | 1:32.859 |
| Srebro  | Wang Meng (KIT)     | 1:33.079 |
| Bron    | Yang Yang (A) (KIT) | 1:33.937 |

### 1500 m
| Medalja | Tekmovalka           | Čas      |
| Zlato   | Jin Sun-yu (KOR)     | 2:23.494 |
| Srebro  | Choi Eun-Kyung (KOR) | 2:24.069 |
| Bron    | Wang Meng (KIT)      | 2:24.469 |

### 3000 m štafeta
| Medalja | Tekmovalke                                                                                  | Čas      |
| Zlato   | Južna Koreja (Choi Eun-Kyung, Jeon Da-Hye, Jin Sun-Yu, Byun Chun-Sa, Kang Yun-Mi)           | 4:17.040 |
| Srebro  | Kanada (Alanna Kraus, Anouk Leblanc-Boucher, Tania Vicent, Kalyna Roberge, Amanda Overland) | 4:17.336 |
| Bron    | Italija (Arianna Fontana, Marta Capurso, Katia Zini, Mara Zini)                             | 4:20.030 |